# Журнал общей химии
«Журнал общей химии» (ЖОХ) — российский научный журнал, публикующий работы, посвящённые актуальным общим вопросам химии и проблемам, возникающим на стыке различных разделов химии, а также на границах химии и смежных с ней наук (металлоорганические соединения, органические соединения металлоидов, органические и неорганические комплексы, механохимия, нанохимия и т. д.).
Журнал основан в 1931 г.; является преемником «Журнала Русского химического общества», издававшегося с 1869 г. В настоящее время издаётся Санкт-Петербургской издательской фирмой «Наука» Академиздатцентра РАН. Одновременно выходит на английском языке под названием «Russian journal of general chemistry» в издательстве Pleiades Publishing, Ltd. (дистрибьютор — Springer). Главный редактор — академик РАН О.Г. Синяшин
ЖОХ включён в список журналов ВАК, индексируется и реферируется Chemical Abstracts, Chemistry Citation Index, Current Chemical Reactions, Index Chemicus, The ISI Alerting Services, Reaction Citation Index, Science Citation Index, Science Citation Index Expanded, SCOPUS. Импакт-фактор журнала в 2016 г. — 0.553.